# Diocesi di Macapá
La diocesi di Macapá (in latino Dioecesis Macapensis) è una sede della Chiesa cattolica in Brasile suffraganea dell'arcidiocesi di Belém do Pará. Nel 2023 contava 508.070 battezzati su 774.268 abitanti. È retta dal vescovo Antônio de Assis Ribeiro, S.D.B.

## Territorio
La diocesi comprende l'intero territorio dello stato brasiliano di Amapá.
Sede vescovile è la città di Macapá, dove si trova la cattedrale di San Giuseppe.
Il territorio ha una superficie complessiva di 142.471 km² ed è suddiviso in 29 parrocchie, raggruppate in 6 vicariati.

## Storia
La prelatura territoriale di Macapá fu eretta il 1º febbraio 1949 con la bolla Unius Apostolicae di papa Pio XII, ricavandone il territorio dalla prelatura territoriale di Santarém (oggi arcidiocesi).
Il 30 ottobre 1980 la prelatura territoriale è stata elevata a diocesi.

## Cronotassi dei vescovi
Si omettono i periodi di sede vacante non superiori ai 2 anni o non storicamente accertati.
- Sede vacante (1949-1955)

- Aristide Pirovano, P.I.M.E. † (21 luglio 1955 - 27 marzo 1965 dimesso)
- Giuseppe Maritano, P.I.M.E. † (29 dicembre 1965 - 31 agosto 1983 dimesso)
- Luiz Soares Vieira (25 aprile 1984 - 13 novembre 1991 nominato arcivescovo di Manaus)
- Giovanni Risatti, P.I.M.E. † (20 gennaio 1993 - 8 settembre 2003 deceduto)
- Pedro José Conti (29 dicembre 2004 - 18 dicembre 2024 ritirato)
- Antônio de Assis Ribeiro, S.D.B., dal 18 dicembre 2024

## Statistiche
La diocesi nel 2023 su una popolazione di 774.268 persone contava 508.070 battezzati, corrispondenti al 65,6% del totale.
| anno | popolazione | popolazione | popolazione | presbiteri | presbiteri | presbiteri | presbiteri                | diaconi | religiosi | religiosi | parrocchie |
| anno | battezzati  | totale      | %           | numero     | secolari   | regolari   | battezzati per presbitero | diaconi | uomini    | donne     | parrocchie |
| ---- | ----------- | ----------- | ----------- | ---------- | ---------- | ---------- | ------------------------- | ------- | --------- | --------- | ---------- |
| 1950 | 38.000      | 40.000      | 95,0        | 14         | 14         |            | 2.714                     |         |           |           | 4          |
| 1957 | 63.000      | 65.000      | 96,9        | 14         | 14         |            | 4.500                     |         |           | 12        | 4          |
| 1968 | 99.350      | 110.380     | 90,0        | 25         |            | 25         | 3.974                     |         | 26        | 29        | 11         |
| 1976 | 135.000     | 150.000     | 90,0        | 31         | 1          | 30         | 4.354                     |         | 34        | 31        | 18         |
| 1980 | 139.000     | 166.000     | 83,7        | 33         | 3          | 30         | 4.212                     |         | 31        | 32        | 18         |
| 1990 | 218.000     | 270.000     | 80,7        | 32         | 5          | 27         | 6.812                     | 3       | 31        | 31        | 19         |
| 1999 | 265.000     | 320.000     | 82,8        | 39         | 6          | 33         | 6.794                     | 11      | 35        | 30        | 20         |
| 2000 | 268.000     | 324.000     | 82,7        | 37         | 6          | 31         | 7.243                     | 11      | 44        | 30        | 20         |
| 2001 | 270.000     | 327.000     | 82,6        | 38         | 6          | 32         | 7.105                     | 11      | 33        | 30        | 20         |
| 2002 | 274.000     | 332.000     | 82,5        | 38         | 8          | 30         | 7.210                     | 13      | 32        | 30        | 20         |
| 2003 | 279.000     | 339.000     | 82,3        | 33         | 8          | 25         | 8.454                     | 13      | 27        | 35        | 20         |
| 2004 | 279.000     | 339.000     | 82,3        | 40         | 6          | 34         | 6.975                     | 14      | 36        | 39        | 21         |
| 2013 | 309.000     | 372.000     | 83,1        | 51         | 18         | 33         | 6.058                     | 20      | 34        | 44        | 27         |
| 2016 | 481.000     | 766.679     | 62,7        | 54         | 15         | 39         | 8.907                     | 24      | 39        | 44        | 27         |
| 2019 | 499.000     | 779.000     | 64,1        | 60         | 20         | 40         | 8.316                     | 32      | 40        | 41        | 27         |
| 2021 | 507.000     | 861.773     | 58,8        | 56         | 23         | 33         | 9.053                     | 41      | 33        | 40        | 27         |
| 2023 | 508.070     | 774.268     | 65,6        | 57         | 18         | 39         | 8.913                     | 47      | 39        | 42        | 29         |